# غونزالو مولينا
غونزالو مولينا (بالإسبانية: Gonzalo Molina) هو دراج أرجنتيني، ولد في 5 مايو 1995.

## وصلات خارجية
- غونزالو مولينا على موقع أرشيف الدراجات (الإنجليزية)
- غونزالو مولينا على موقع نتائج كأس العالم لسباقات دراجات (بي.أم.إكس) (الإنجليزية)
- غونزالو مولينا على موقع اللجنة الأولمبية الدولية (الإنجليزية)
- غونزالو مولينا على موقع أوليمبيديا (الإنجليزية)
- غونزالو مولينا على موقع اللجنة الأولمبية الأرجنتينية (الإسبانية)